# 圆叶弓果藤
圆叶弓果藤（学名：Toxocarpus ovalifolius）是夹竹桃科弓果藤属的植物。分布在越南以及中国大陆的海南等地，生长于海拔100米的地区，常生于旷野灌木丛中，目前尚未由人工引种栽培。